# Utcanévbokor
Az utcanévbokor legalább öt egymással összefüggő vagy közeli közterületek olyan elnevezéseinek összessége, amelyek egységes koncepció alapján születtek.

## Balatonalmádiban
- magyar vezérekről és középkori magyar történelmi személyekről elnevezett utcák: Álmos, Előd, Ond, Kond, Tas, Huba, Töhötöm, Taksony, Szabolcs, Géza, Árpád, Lehel, Endre, István.

## Beloianniszban
- Görög és/vagy görög vonatkozású közterületek: Athén, Delcsev, Ilektra, Gavrilidisz, Murgana, Paparigasz, Szarafisz utca; Mihail metropolita tér.

## Biatorbágyon
- női nevekről elnevezett utcák Katalinhegy nevű városrészen: Katalin, Gréta, Gitta, Krisztina, Enikő, Anita, Eszter, Dóra, Anna, Emese, Zsófia, Boglárka, Nikoletta, Anikó, Hanna, Gréta, Zita, Ida, Flóra, Csenge, Mária, Etelka, Adél, Kinga, Emma, Helga, Ágnes, Judit, Andrea, Csilla, Hermina, Karolin.

## Budapesten
II. kerület
- katonai foglalkozásokkal kapcsolatos utcanevek Országút városrészben: Trombitás (1880), Ezredes (1900), Káplár (1900), Baka (1941), Tizedes (1967).
- pénzzel kapcsolatos nevű utcák Országút városrészben: Fillér (1880),  Garas (1909), Pengő (1937), Forint (1941).[2]
- növényekről elnevezett utcák Hársakalján: Gerbera, Gyopár, Gyöngyvirág, Liliom, Rezeda, Rózsa, Szegfű, Viola
- a honfoglaláskori vezérekkel és velük kapcsolatos utcanevek Budaligeten: Botond vezér, Buda vezér, Bulcsú vezér, Előd vezér, Emese, Géza fejedelem, Honfoglalás, Huba vezér, Kont vezér, Koppány vezér, Tas vezér, Töhötöm vezér, Vajk fejedelem, Zerind vezér, Zsolt fejedelem + megszűnt: Vereckei.

III. kerület
- mezőgazdasággal és gabonaiparral kapcsolatos utcanevek Kaszásdűlőn: Búza, Zab, Boglya, Kazal, Kéve, Szérűskert, Szőlőkert, Csikós, Bojtár, Kisbojtár, Kanász, Gémeskút
- a vízparti életmóddal és a vízimalmokkal kapcsolatos utcanevek Rómaifürdőn: Vízimalom, Vízimolnár, Molnárkerék, Őrlő, Kanóc, Csónakház, Vitorla, Varsa, Pákász, Drótos
- fűszernövényekről elnevezett utcák a harsánylejtői lakóparkban: Angyalfű, Borsikafű, Borsmenta, Csillagánizs, Citronella, Citromfű, Koriander, Szerecsendió, Medvehagyma, Kordamon, Kurkuma
- Az ókori Aquincum településre utaló utcanevek: Amfiteátrum utca, Gladiátor utca, Mozaik utca, Római sétány, Római tér, Római út, Városfal utca, Városfal köz

IV. kerület
- az aradi vértanúkról elnevezett utcák: Vécsey Károly, Dessewffy, Lahner György, Leiningen Károly, Kiss Ernő, Török Ignác, Lázár Vilmos, Pöltenberg Ernő
- európai országok fővárosairól elnevezett utcák: Ankara, Athéni, Berni, Berlini, Bécsi, Brüsszeli, Madridi, Párizsi, Pozsonyi, Szófia + megszűntek: Amszterdami, Római[3]
- Káposztásmegyer I. utcái elsősorban régi újpesti mesterségekről kapták a nevüket: Bőrfestő, Bőröndös, Faragó, Lakkozó, Pácoló, Szíjgyártó, Cserző, Ványoló
- Káposztásmegyer II. utcái nagyrészt határon túli települések neveit viselik: Almakerék, Csíksomlyó, Csíkszentiván,[* 1] Érmihályfalva, Hargita, Korond, Körösbánya, Madéfalva, Malomvíz, Marosújvár, Óradna, Sárpatak, Székelyszenttamás, Székes, Székpatak, Tenkefürdő,[* 2] Tófalva

V. kerület
- szintén az aradi vértanúkról elnevezett utcák a Szabadság tér környékén

VIII. kerület
- a hajdani Ganz-MÁVAG gyárteleptől délre fekvő Tisztviselőtelepen a gyár felé vezető utcákat az elektromosságot kutató tudósokról és a hozzá köthető jelenségekről nevezték el: Bláthy Ottó, Villám, Delej

IX. kerület
- vasúti tematikájú utcák a Ferencváros vasútállomás mellett álló Aszódi utcai lakótelepen: Szemafor, Szerelvény, Szerkocsi, Töltés, Vasbakter, Váltó

X. kerület
- katonasághoz köthető utcanevek a korábbi Bajcsy-Zsilinszky laktanya környékén Laposdűlőn: Hős, Osztály, Önkéntes, Őrnagy, Strázsa, Százados, Tábornok, Tisztes, Utász, Zászlós
- kőzetekről/ásványokról elnevezett utcák Újhegyen: Andezit, Bazalt, Dolomit, Grafit, Kovakő
- népcsoportokról elnevezett utcák Óhegyen: Bolgár, Cserkesz, Kirgiz, Mongol, Örmény, Román,

XI. kerület
- a Budaörs környéki hegyekről elnevezett utcák Gazdagréten: Törökugrató utca, Frankhegy utca, Torbágy utca, Kaptárkő utca, Csíki-hegyek utca.

XII. kerület
- Kissvábhegy jogászi és ügyvédi tevékenységgel kapcsolatos utcanevei: Bíró, Határőr, Ügyész, Csemegi, Karap

XIII. kerület
- Felsőbikarét: családi viszonyokról elnevezett utcák az úgynevezett OTI-telepen: Cimbora, Fivér, Gyermek, Koma, Menyasszony, Násznagy, Nővér, Pajtás, Sógor, Szomszéd, Unoka, Vőlegény
- az egykori angyalföldi hajógyártásra utaló utcanevek Vizafogón: Hajóépítő, Sólyatér, Úszódaru, Danubius, Hajókovács, Kelén, Meder
- folyókról és az azokkal kapcsolatos foglalkozásokról elnevezett utcák Vizafogó és Újlipótváros határán: Dráva, Révész, Tutaj, Tisza, Vág, Ipoly, Garam, Ronyva, Viza, Dunavirág, Latorca, Zsilip, Süllő
- harcászathoz köthető utcanevek Lőportárdűlő városrészben: Csata, Hajdú, Janicsár, Kartács, Lőportár, Tüzér, Üteg + megszűnt: Ágyú

XIV. kerület
- Herminamező, és Istvánmező városrészekben találhatóak közterületek, amelyek a Habsburg család tagjairól lettek elnevezve. József nádor ikergyermekeiről kapta a nevét a két városrész és egy-egy út. Hermina Amália főhercegnőről (1817–1842) az 1850-es években a Hermina út, István nádorról (1817–1867) 1867-ben az István út lett elnevezve, amelynek a mai XIV. kerületi része 1929-ben Ajtósi Dürer sorra változott. Az Erzsébet királyné útja (1870/79), a Gizella út (1879) és a Stefánia út (1888) viseli a közelben az uralkodó család egy-egy tagjának a nevét. Hasonló női nevekről elnevezett utcák a két városrészben és a szomszédos Törökőrön is megtalálhatóak: Ilka utca (1879), Ida utca (1883), Emília utca (1928), Eleonóra utca (1938) és Emma utca (1941).
- Herminamező, Törökőr és Kiszugló, majd később Alsórákos városrészekben szétszórva, de a névadás során egymásra hatással jött létre több olyan közterület, amely ország- vagy népnevet visel. Az 1876-ban nyílt America étterem után 1879-ben lett hivatalos elnevezés az Amerikai út. Még ugyanebben az évben az Angol utca, a Mexikói út és Hungária út is létrejött. 1896-ban a Bosnyák utca és a Bosnyák tér, 1902-ben a Francia út, 1936-ban az Argentína tér és utca (területrendezés során az utóbbi megszűnt) kapott hasonló elgondolás alapján nevet. A legrégebbi, Amerikai út környéken több olyan utca található, melyek elnevezésére a név hatott: Gyarmat utca (1879), Columbus utca (1887), Edison utca és köz (1935), Újvilág utca (1936).
- Délvidéki földrajzi nevek: Bácskai utca, Csantavér utca és köz, Nagybecskerek utca és tér, Pancsova utca, Pétervárad utca, Titel utca, Torontál utca, Újvidék tér
- a honfoglaláskori vezérekkel és velük kapcsolatos utcanevek Alsórákoson és Rákosfalván: Álmos vezér köz, park, tere, útja; Ond vezér park, sétány, útja; Örs vezér tere, útja; Vezér utca
- Növényekről elnevezett utcák Alsórákoson és Rákosfalván: Bazsarózsa, Mályva, Mirtusz, Vadvirág, Zsálya + tágabb értelemben velük kapcsolatos a Csokor utca is

XV. kerület
- Rákospalota: a MÁV-telepen a vasúttal kapcsolatos utcanevek: Kazán utca, Vasutasház, Vasutaskert, Vasutastelep utca, Mozdony, Mozdonyfűtő és Mozdonyvezető utcák.
- Rákospalota: az aradi vértanúkról elnevezett utcák a Benkő-telepen és a Szentmihályi út környékén
- Rákospalota: Vác előtagú közterületnevek: Vácbottyán utca, Vácduka tér, Vácegres utca, Váchartyán utca, Vácrátót tér

XVI. kerület
- Farkas- előtaggal kezdődő utcanevek Mátyásföldön: Farkasbab, Farkasfa, Farkasfog, Farkashalom, Farkasszőlő.
- Mesterségek nevei Árpádföldön: Asztalos, Kocsmáros, Kovács, Kőműves, Lakatos, Szabó, Szakács, Szántó, Szűcs, Takács, Varró.

XVII. kerület
- Madárdomb: madárfajokról elnevezett utcák; (Aranylúd utca, Csicsörke utca, Flamingó utca,  Füstifecske utca, Gyurgyalag utca, Hantmadár utca, Hóbagoly utca, Kolibri utca, Marabu utca, Rétihéja utca, Sarlósfecske utca, Székicsér utca, Vadkacsa utca)

XVII. kerület
- Rákoshegyen a Helikopter lakópark utcáit repülőkről illetve a repüléssel kapcsolatos köznevekről nevezték el.

XVIII. kerület
- kétkezi foglalkozásokra utaló nevek a Lakostelepen: Lakatos, Kézműves, Építő, Dolgozó
- rengeteg határon túli település neve: Bánffyhunyad, Bártfa, Beregszász, Beszterce, Besztercebánya, Brassó, Csíkszereda, Dés, Déva, Dobsina, Érsekújvár, Fogaras, Garam, Gyergyó, Gyulafehérvár, Hargita, Kassa, Késmárk, Kézdivásárhely, Korpona, Körmöcbánya, Körös, Krasznahorka, Küküllő, Léva, Lomnic, Losonc, Lőcse, Marosvásárhely, Munkács, Muraköz, Nagybánya, Nagybecskerek, Nagyenyed, Nagyszalonta, Nagyszeben, Nagyszombat, Nyitra, Olt, Pancsova, Pozsony, Rimaszombat, Rozsnyó, Ruttka, Selmecbánya, Sepsiszentgyörgy, Szamos, Székelyudvarhely, Tátra, Temesvár, Torda, Torockó, Trencsén, Tusnád, Ungvár, Újvidék, Vág, Versec, Zalatna, Zágon, Zilah, Zólyom, Zsitva.

XX. kerület
- az aradi vértanúkról elnevezett utcák Kossuthfalván
- a vízisportok mellett a helyi téglagyártásra emlékeztető nevek a Gubacsi lakótelepen: Téglagyár, Téglagyártó, Téglaégető
- határon túli magyar települések és területek nevei Gubacsipusztán

XXI. kerület
- nehéziparhoz és gépgyártáshoz kapcsolódó utcanevek a volt Csepel Művek területén: Öntöde, Gépgyár, Színesfém, Elektróda, Tekercselő, Motorkerékpár, Varrógépgyár, Építőüzem, Célgép, Salak, Bronzöntő, Acélcső, Csőhegesztő, Transzformátorgyár, Erőműkapcsoló-ház, Gázgyár, Vegyigépgyár, Nehézfémforma-Öntő, Alumínium-Hengermű, Nagykalapács[4]
- csillagászattal kapcsolatos utcanevek sorakoznak Csepel-Csillagtelepen (Jupiter, Kozmosz, Mars, Merkúr, Plútó, Rakéta, Űrhajós, Vénusz)
- állatokról elnevezett utcanevek az Erdősor utcai lakótelepen: Puli, Cirmos, Csikó, Nyuszi.
- fákról elnevezett utcanevek Csepel-Háros térségében: Almafa (utca és köz egyaránt), Barackfa, Cseresznyefa, Fügefa, Kis nyírfa, Körtefa, Meggyfa, Szederfa, Szilvafa.

XXII. kerület
- Budatétényben, a hárosi horgásztelepen halakról elnevezett utcák találhatók: Angolna, Balin, Busa, Dévér, Compó, Márna, Naphal, Pikó, Törpeharcsa
- Nagytétényen pénzzel kapcsolatos nevű utcák: Forintos köz, Bankó, Dénár, Dukát, Libertás utca[5]

XXIII. kerület
- a vízparti életmóddal és a vízimalmokkal kapcsolatos utcanevek a soroksári Molnár-szigeten: Hajómalom, Molnár, Liszt, Lúd, Dara, Nádvágó, Sás, Vízhajó, Házhajó, Völgyhajó, Kötél, Meder, Nádaspart

## Celldömölkön
- Növényekről elnevezett utcák Pityerváron: Aranyeső, Árvácska, Bodza, Búzavirág, Harangvirág, Kökény, Levendula, Vadrózsa utca.

## Debrecenben
- Harcászathoz köthető utcanevek Júliatelepen: Diadal, Golyó, Gyalog, Kapitány, Lovas, Nyereg, Százados, Töltény
  - Ezen belül fegyverekről elnevezett utcák: Bajonett, Buzogány, Gránát, Kard, Puska, Szurony, Tőr
- Bánk bán szereplők Bánkon: Melinda, Petur, Tiborc
  - Ezenfelül madarakról elnevezett utcák: Rétisas, Fürj, Fogoly, Fácán, Szárcsa, Vércse, Fülesbagoly, Macskabagoly
  - Illetve a debreceni csatához köthető utcanevek: Balogsemjén, Iván mester, Simon mester, Egyed mester

## Dorogon
- Költőkről és írókról elnevezett utcák: Eötvös, Goethe, Gorkij, Heine, Radnóti, Schiller, Puskin.

## Egerben
- A Lajosvárosban elcsatolt magyar városok nevei: Aradi, Dévai, Eperjesi, Gyulafehérvári, Iglói, Kassai, Kolozsvári, Körmöcbányai, Nagyváradi, Nyitrai, Pozsonyi, Szabadkai, Székelyudvarhelyi, Zombori utca.
- A vár környékén és az Almagyar-dombon az Egri csillagokhoz kötődő elnevezések: Dobó István, Bornemissza Gergely, Cecey Éva, Mekcsey István, Egri csillagok, Félhold, Gárdonyi Géza, Ostrom, Talizmán, Janicsár utca.

## Érden
A kerületeket 1990-ben felváltó városrészek különböző tematikájú utcaneveket kaptak. Többnyire ABC-sorrendben:
- Érdligeten folyók nevei (Aranyos, Árva, Barca, Béga, Berettyó… utca)
- Érdligeten és Vincellérben növénynevek (Árvalányhaj, Bajuszfű, Bazsarózsa, Begónia, Beléndek… utca)
- Vincellérben borfajták (Aszú, Ászok, Bakator, Bikavér, Burgundi… utca) és borászati eszközök (Csap, Donga, Hordó utca)
- Érdligeten és Erzsébetvárosban női nevek (Adél, Ágnes, Ágota, Angyalka, Anna… utca)
- Postástelepen férfinevek (Aba, Ábel, Ádám, Ágoston, Ajtony… utca) – az A, Á kezdetűek a Diósdi út keleti oldalán találhatóak, a többi a nyugati oldalán
- Tusculanumban híres magyar emberek nevei, nem ABC-sorrendben (Liszt Ferenc, Jókai Mór, Erkel Ferenc, Hunyadi János, Tompa Mihály… utca)
- Parkvárosban fizikai foglalkozások (Aknász, Aszfaltozó, Asztalos, Ács, Bádogos… utca), fák és bokrok nevei, valamint hozzájuk kapcsolódó szavak (Akácfa, Almafa, Avar, Áfonya… utca), magyarországi és elcsatolt területek nevei (Aggteleki, Aradi, Bakonyi, Bihari, Bikszádi… utca)
- Újtelepen, Sasvárosban, Imretelepen, Istvántelepen és Szentilonatelepen madarak nevei (Bagoly, Bíbic, Bölömbika, Cankó, Cinke… utca)
- Tisztviselőtelepen szellemi foglalkozások (Ellenőr, Elnök, Előadó, Elöljáró, Esküdt… utca)

## Esztergomban
Kertváros
- Elcsatolt magyar városok nevei: Temesvári, Kassai, Kolozsvári, Nyitrai, Eperjesi, Pozsonyi, Párkányi utca

Szentgyörgymező
- Esztergomi érsekek: Kopácsy József, Telegdy Csanád, Széchy Dénes, Vitéz János, Barkóczy Ferenc utca
- Az 1848-as forradalomhoz köthető helyi nevek: 48-as tér, Horváth Géza sor, Palkovics Károly, Oltósy Pál, Bátori Schulcz Bódog, Rényi Rezső utca
- Az aradi vértanúk neveit viselő utcák többsége Szentgyörgymezőn található.

## Faddon
- növényekről elnevezett utcák Dombori üdülőtelepen: Ibolya, Liliom, Margaréta, Muskátli, Gesztenye, Levendula, Diófa, Gyöngyvirág, Viola, Orgona, Szekfű, Jázmin, Rezeda, Hajnal, Búzavirág, Nefelejcs, Fenyő, Rózsa, Nyárfa, Akác, Nyírfa, Tulipán, Virág

## Gárdonyban
- A vízi élővilágról elnevezett utcák a Velencei-tó partján: Ponty, Keszeg, Süllő, Harcsa, Viza, Dévér, Amur, Kecsege, Balin, Kárász, Pisztráng, Csuka, Fogas, Varsa, Sikló, Rája, Rák, Polip, Cápa, Sás, Nád, Naphal, Lazac, Sellő, Cethal, Delfin
- Halfajtákról elnevezett utcák a Velencei-tó partján: Szegfű, Árvácska, Liliom, Dália, Tavirózsa, Orgona, Gyöngyvirág, Tátika, Tulipán, Muskátli, Rózsa, Nefelejcs, Jázmin, Margaréta, Viola, Ibolya

## Győrben
- A rendszerváltás óta Marcalváros első ütemének közterületei a Kisalföld néhány vízfolyásának neveit viselik: Lajta, Ikva, Répce, Ikva, Cuha, Gerence

## Kecskeméten
Széchenyiváros
- Széchenyi István alkotásai: Hitel, Világ, Stádium, Lóverseny, Lánchíd utca, Akadémia körút

Hunyadiváros
- A Hunyadiakhoz köthető nevek, fogalmak: Mátyás király körút, Hunyadi János tér, Szilágyi Erzsébet, Corvin János, Vitéz János, Vajdahunyad, Corvina utca

Bethlenváros északi része
- Zeneszerzők: Beethoven, Dohnányi Ernő, Mozart, Smetana, Sosztakovics, Sztravinszkij, Toscanini utca

Rendőrfalu
- Elcsatolt magyar városok nevei: Kolozsvári, Pozsonyi, Kassai, Szabadkai, Zentai, Zágoni, Ungvári, Brassói, Lőcsei, Beregszászi, Nagyváradi utca

Árpádváros északnyugati része
- Folyók: Garam, Maros, Olt, Küküllő, Száva, Ipoly utca

Alsószéktó  északi része
- Madarak: Madár, Szárcsa, Bagoly, Pelikán, Hattyú, Daru utca

Műkertváros
- Növények, és azokhoz kapcsolódó fogalmak, nevek: Ibolya, Gyopáros, Galagonya, Vadrózsa, Jácint, Szilfa, Tölgyfa, Diófa, Borostyán, Gyöngyvirág, Levendula, Gesztenyefa, Liget, Bakule Márton,[6] Csokor utca

## Makón
Bánom
- Virágnevek: Pipacs, Ibolya, Hóvirág, Virág, Orgona, Liliom, Jázmin

Honvéd
- Tábornokok vezetéknevei: Dembinszky, Damjanich, Perczel, Klapka, Lázár, Aulich, Bem, Türr, Kmetty, Szondi, Wlassich, Bethlen, Bercsényi,

Kelemenhíd
- Állatnevek: Róka, Nyúl, Sas, Fülemüle, Rigó

Vertán-telep
- Az elcsatolt területek: Kolozsvári, Adriai, Vaskapu, Fiumei, Temesvári, Hargita, Székely, Kassai, Késmárki, Brassói, Tátra

## Miskolcon
Avas-Kelet/Tampere városrész
- Aradi vértanúk közül Aulich Lajos, Dessewffy Arisztid, Knézich Károly, Lázár Vilmos, Vécsey Károly utcája utcanévbokrot alkot, a közelben található a Szabadságharc utca is. A többi aradi vértanú nevét más városrészekben viseli utca.

Bábonyibérc
- Napfény, Napfürdő, Napsugár, Szivárvány utca.

Belváros
- Arany János tér, Petőfi Sándor tér, Jókai Mór utca, Laborfalvi Róza utca.

Görömböly
- Mesterségek nevei, pl.: Borbély, Cukrász, Esztergályos, Kárpitos, Kovács, Kőműves, Lakatos utca. Közülük több név korábban már létezett a felszámolt Gordon városrészben.

Győri kapu
- Fémek: Fém, Vas, Acél, Réz utca.
- Nevek: Béla, Géza, Gyula, Ferenc, József, Zoltán utca.

Hodobay-telep
- Elcsatolt városok, területek utcái: Gömöri, Temesvári, Pozsonyi, Kassai, Eperjesi, Dobsinai utca.
- Vezérek utcái: Álmos, Botond, Bulcsú, Huba, Lehel, Levente, Tass (sic) utca.

Martinkertváros
- Vizekről elnevezett utcák: Balaton, Berettyó, Bodrog, Csele, Dráva, Duna, Garam, Ipoly, Jósva, Kapos, Kőrös, Laborc, Lajta, Latorca, Mura, Poprád, Rába, Sió, Takta, Tapoly, Temes, Tisza, Visó, Zagyva, Zala. A városrész utcaneveinek kb. 1/3-át ilyen nevek teszik ki.

Miskolctapolca
- Madaras utcák: Vadgalamb, Fecske, Hattyú, Kócsag, Bagoly, Fürj, Gerle, Sirály, Harkály, Páva, Veréb, Cinege utca.
- 1848-as szabadságharc csatáinak utcái: Branyiszkó, Isaszeg, Pákozd utca.
- Elcsatolt felvidéki városok: Bártfai, Iglói, Késmárki, Léva, Lőcsei, Nyitrai, Rimaszombati, Rozsnyói, Selmeci, Tornai, Trencséni, Ungvári, Zólyomi

Egyéb
- A belvárosi Gordon városrészben ábécében sorakoztak az összefoglaló néven „mesterségek utcái”-nak nevezett utcák: Ács, Asztalos, Bádogos, Bognár, Borbély, Csizmadia, Cukrász, Esztergályos, Gubás, Kalapos, Kárpitos, Kovács, Kőműves, Lakatos, Mészáros, Molnár, Rostás, Szatócs utca. A városrészt az 1975-ös években felszámolták, helyén ma a Vörösmarty lakótelep áll.[7][8]

- Az ugyanitt szintén utcanévbokrot alkotó Vilma, Margit, Melinda, Sarolta, Gizella, Lenke utcák közül az utolsó négy ma is létezik.

## Nyíregyházán
Borbánya
- Borászathoz és szőlőtermesztéshez kapcsolódó utcanevek: Borivó, Mazsola, Pince, Prés, Puttony, Szőlő utca; Szőlő köz; Szőlő zug.

Borbánya/Ókistelekiszőlő
- Mesterségekről és foglalkozásokról elnevezett utcák: Bognár, Fonó, Harangozó, Kalapos, Kerékgyártó, Kőműves, Lajtos, Lakatos, Molnár, Szijgyártó, Szürszabó, Takács, Tímár.
- Növényekről elnevezett utcák: Bazsalikom, Gesztenye, Kökény, Mandula, Margaretta, Málna, Nárcisz, Pipacs, Pitypang, Rezeda, Szeder, Szőlő.

Hímes
- Madarakról elnevezett utcák: Fecske, Fürj, Galamb, Gém, Rigó, Szalonka.

## Ózdon
- Hét vezérről és más vezérekről elnevezett utcák: Álmos, Tétény, Huba, Tass, Kond, Ond, Előd, Zsolt, Buda, Botond, Taksony vezér utcák, a városrészt határolja az Örs vezér utca.

## Tatabányán
- Hét vezérről és más vezérekről elnevezett közterületek Tatabánya-Újvárosban: Álmos vezér, Botond vezér, Előd vezér, Huba vezér, Kond vezér, Ond vezér, Tas vezér, Töhötöm vezér utcák.

## Pécsett
- Növényekről elnevezett utcák Kovácstelepen: Árvácska, Borostyán, Gyöngyvirág, Hajnalka, Hóvirág, Jácint, Jázmin, Levendula, Liliom, Mályva, Őszirózsa, Páfrány, Pálma, Rozmaring, Szarkaláb, Százszorszép, Vadrózsa.
- Női nevekről elnevezett közterületek Megyeren: Anikó, Dóra, Erika, Etelka, Éva, Izabella, Júlia, Kamilla, Karola, Lívia, Melinda, Olga, Regina, Sarolta, Viktória, Zsuzsanna utca; Diana, Krisztina tér; Melinda park.

## Piliscséven
- Növényekről elnevezett és növényekhez kapcsolódó utcák: Nefelejcs, Szilvás, Viola, Virágos utca; Rózsa köz; Szőlő sor

## Szegeden
A Nagykörút részét képező körutak azon városok nevét viselik, amelyek segítettek az 1879-es nagy árvíz utáni újjáépítésben: Bécsi, Moszkvai, Londoni, Párizsi, Berlini, Brüsszeli, Római, Temesvári körút.

## Szigetszentmiklóson
- műsorszolgáltatással kapcsolatos kifejezések a Lakihegyi adótorony környékén: Rádió utca, Híradó utca, Leadó utca, Antenna utca, Hangszóró utca, Parabola utca; Massányi Károly út.
- Rózsákról elnevezett utcák Felsőtagon: Bazsarózsa, Fehérrózsa, Futórózsa, Pirosrózsa, Sárgarózsa, Szellőrózsa, Vadrózsa.
- Mezőgazdasággal kapcsolatos utcanevek Felsőtagon: Arató, Árpa, Barázda, Borona, Búza, Cirok, Cséplő, Gabona, Kalász, Kaszáló, Kender, Len, Lucerna, Rozs, Selyemfű, Szántó, Szirom.
- Vízközeli madarakról elnevezett utcák a Kavicsos-tó melletti részen: Bakcsó, Bíbic, Nádirigó, Szárcsa, Vadkacsa, Vadliba.

## Szombathelyen
- Növényekről elnevezett közterületek Herényben és Kámonban: Hóvirág, Levendula, Muskátli, Nefelejcs, Rezeda, Szegfű, Tulipán, Vadrózsa, Viola utca; Ciklámen körút; Rózsa köz